# Marcel Boussac
Pour les articles homonymes, voir Boussac.
Marcel Boussac, né le 17 avril 1889 à Châteauroux et mort le 21 mars 1980 à Dammarie-sur-Loing (Loiret), est un industriel français du textile, propriétaire de l'entreprise Boussac, et un éleveur et propriétaire de chevaux de course.

## Biographie

### Les débuts
Son père, Louis Boussac, est un confectionneur aisé et Marcel Boussac connaît une enfance dorée. Mais sa mère quitte le foyer familial pour aller vivre à Paris avec le poète Catulle Mendès.  Ayant raté son baccalauréat, il entre à 16 ans dans l’entreprise de confection paternelle. Puis, à 18 ans, il s’installe à Paris dans le négoce du tissu, aidé par la caution de son père pour souscrire un important crédit. Il a l’intuition de miser sur le fait que beaucoup de femmes aiment s’habiller avec des couleurs gaies. Sûr de lui, il dessine une collection audacieuse, commande des centaines de milliers de mètres de tissu et proclame en 1911 la « révolution dans les fanfreluches ».

### Première Guerre mondiale
Marcel Boussac se fait réformer, mais la Première Guerre mondiale va être un tremplin pour sa carrière. S'il rate la commande par l’armée de l’uniforme bleu horizon, il obtient le marché de la toile d'avion. Il va aussi faire fabriquer, dans des usines des Vosges, toiles de tente et masque à gaz pour les poilus. Georges Clemenceau devient son ami.
La réussite est fabuleuse et, trois ans plus tard, il s’offre son premier cheval de course. Il devient milliardaire à l'âge de 25 ans. 

### Entre-deux guerres
À la fin de la guerre, Marcel Boussac rachète plusieurs usines, notamment dans les Vosges, et une gigantesque filature en Pologne (cette dernière sera confisquée par le pouvoir en 1935). Il se trouve alors à la tête de plus de 3 000 employés.
En 1919, contre l'avis de son entourage, il achète à bas prix tous les surplus de toile d'avion et, avec ce tissu inusable, il confectionne des blouses, chemises à col souple, et invente le pyjama. Personne ne croyant à son idée, il monte ses propres magasins, « À la Toile d'avion », qui rencontreront le succès.
Sa réussite lui permet de monter, sur les conseils avisés du comte Gaston de Castelbajac, l'une des plus importantes écuries de course au monde, dont la casaque orange et la toque grise remporteront les plus prestigieuses épreuves internationales.
Il rencontre à cette époque la cantatrice belge Fanny Heldy, qu'il épousera.  
Il noue également de sérieuses relations politiques (André Tardieu, Pierre-Étienne Flandin,  Vincent Auriol...).
Lorsque la crise frappe les entreprises en 1929, il parvient à baisser suffisamment ses coûts pour diminuer ses prix tout en continuant à faire des bénéfices, ce qui lui permet d'étendre son empire. Ses amitiés politiques le servent aussi. Ainsi son groupe est un temps menacé par les difficultés de la banque BNC, mais Flandin, alors ministre des Finances, apportera la garantie de l'État à la BNC, lui évitant la faillite.
Il sent tout, vérifie tout, contrôle tout. C'est un patron qui connaît chacune de ses usines, débarque tous les ans au débotté pour des visites d'inspection, étudie minutieusement le fonctionnement des métiers à tisser. Sans cesse, il houspille les ouvrières, les contremaîtres et ses directeurs pour que les malfaçons soient détectées et corrigées. Un tissu Boussac, pense-t-il, doit être impeccable, et dire une signature, une garantie.

### Seconde Guerre mondiale
Sous l'Occupation, Marcel Boussac est un temps membre du Conseil national instauré par Vichy. Ses bonnes relations avec nombre d'officiers supérieurs allemands et avec le ministre de la Production industrielle de Vichy, Jean Bichelonne, lui permettent de sauver ses usines. Les Allemands décident même de les équiper de métiers à tisser flambant neufs. À l'instar de Mandel Szkolnikoff, il fournit ainsi la Kriegsmarine : 110 millions de mètres de tissus provenant de ses usines. Ses bonnes relations trouvent leurs limites : il est impuissant à lutter contre la convoitise des nazis pour Pharis, son plus bel étalon, qui est enlevé par un commando durant l'été 1941, ni ne pourra sauver sa championne Corrida, probablement tuée par des soldats du Reich en 1944.
Mais, selon sa biographe Marie-France Pochna,  « dans le même temps, il entretient avec soin ses antennes du côté des Alliés, de même qu'il saura se garantir, le moment venu, des cautions dans les milieux de la Résistance ».  

### Après-guerre
Une instruction pour collaboration est ouverte à la Libération, mais elle sera close sans suites le 2 juillet 1947. Ainsi, Marcel Boussac n'est pas inquiété par l'épuration, notamment grâce aux remerciements des rescapés de la déportation qui découvrent que leurs salaires ont été versés consciencieusement à leurs familles. Comme lors de la Première Guerre mondiale, ce conflit l'aura enrichi. Il dirige alors un groupe de 16 000 personnes et est considéré comme l'homme le plus riche de France.
Il engage Christian Dior en 1946 pour relancer sa maison de couture, Philippe et Gaston. Finalement Dior le convainc de le laisser créer sa propre maison sous le nom de Dior et la première collection sort en 1947. La même année Marcel Boussac, Christian Dior et Serge Heftler-Louiche s'associent pour fonder la Société des Parfums Christian Dior. Par la suite Marcel Boussac aura le flair de décliner en différentes licences cette nouvelle marque Dior qui rencontre le succès. Il participe ainsi grandement à ce que Paris redevienne la capitale de la mode. 
Alors leader mondial de l'industrie cotonnière, le magazine américain Fortune publie en 1952 un reportage sur lui sous le titre « Boussac : tycoon ».

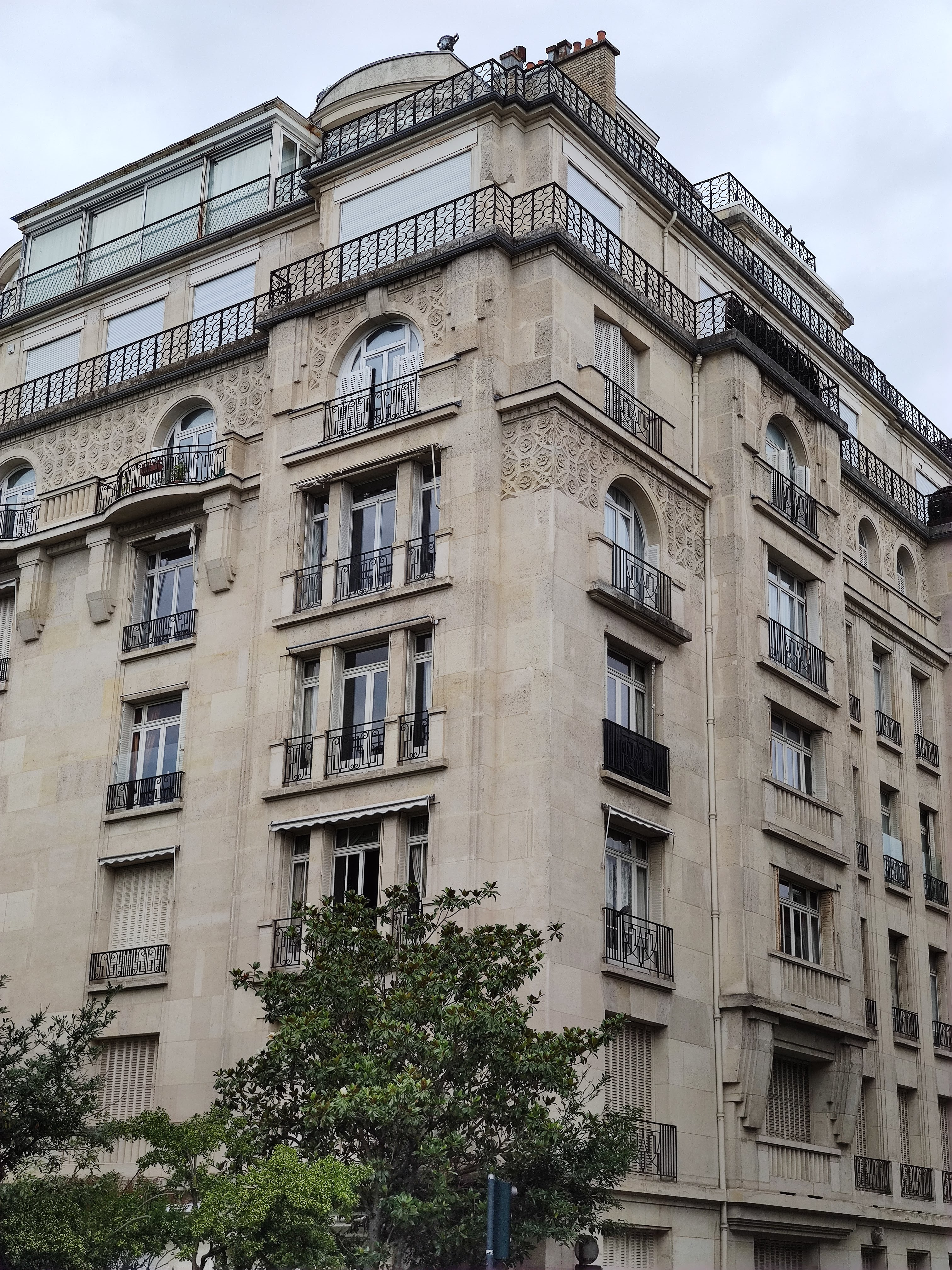
74, boulevard Maurice-Barrès, Neuilly-sur-Seine : immeuble dans lequel Marcel Boussac possédait un duplex de 600 m2.

Il s'offre le château de Mivoisin, une superbe propriété de chasse de 3 600 hectares, dans le Loiret près de Chatillon-Coligny, où il recevra avec sa femme Fanny tous les ténors de la politique, sauf Charles de Gaulle. Il est reçu à la Maison-Blanche par Truman et au Kremlin par Nikita Khrouchtchev.
Au début des années 1950, il s'offre les journaux L'Aurore et Paris-Turf. Dans L'Aurore, via la « chronique de M. Dupont » qu'il rédige (et qui inspirera plus tard le « Café du commerce » de Marcel Dassault), il livre ses idées politiques, principalement pour un État économe. Il s'oppose également à la décolonisation et au marché commun.  
Il acquiert également les machines à laver le linge Bendix, dont il offre un exemplaire à chacune de ses ouvrières pour qu'elles puissent se reposer. Mais cette diversification dans l'électro-ménager sera un échec.
En 1951, il devient l'homme le plus riche de France, possédant plus de cinquante usines employant plus de vingt mille employés.
En 1952, il rachète les haras de Jardy et l'hippodrome de Saint-Cloud, marchant ainsi sur les traces de son illustre prédécesseur, Edmond Blanc, dont il s'inspira. L'hippodrome est radicalement réaménagé sous sa direction.
En 1960, le Sunday Times le classe parmi les six hommes les plus riches du monde. 
Mais il n'a plus sous la Ve République gaullienne les mêmes relais politiques que sous les IIIe et IVe Républiques.
Marcel Boussac dirige de manière autocratique et paternaliste. L'ensemble de son groupe est contrôlé par une simple SARL où ne siègent que des membres de sa famille se réunissant rarement, et il est le seul à connaître les détails financiers de ses multiples sociétés.

#### Opposant à la décolonisation
Son quotidien L'Aurore soutient avec insistance la guerre d'Indochine. Marcel Boussac reçoit à déjeuner les journalistes de droite comme de gauche et attend leur soutien.
Au Maroc, il obtient ainsi une influence sur Francis Lacoste, le résident général de France, dont le mandat ne sera finalement écourté qu'en juin 1955 par le président du Conseil Edgar Faure. Dans son livre Ma mission au Maroc, Gilbert Grandval raconte qu'il a assisté à des déjeuners où Marcel Boussac et le président du conseil Edgar Faure avaient de longues discussions, le second prenant trois heures pour tenter de convaincre le premier que le retour du sultan du Maroc, alors en exil à Madagascar, était nécessaire, et espérait ensuite, malgré y avoir échoué, pouvoir quand même amadouer le patron de presse, ce dont s'indigne dans un livre publié un an plus tard le romancier Auguste de Montfort. En 1956, l'activiste Jacques Soustelle crée l'USRAF (Union pour le salut et le renouveau de l’Algérie française), dont le siège est installé dans les locaux du journal L’Aurore, locaux mis gracieusement à sa disposition par le propriétaire Marcel Boussac et le directeur du journal, Robert Lazurick, au 9 rue Louis-le-Grand.
Lorsque la situation se détériore dans le protectorat du Maroc, dont le souverain Mohammed V est exilé à Madagascar et où les attentats du parti d'opposition de l'Istiqlal font de nombreuses victimes, d'autres grands patrons de presse sont en liaison étroite avec le président du conseil Edgar Faure et son directeur de cabinet Jacques Duhamel, ainsi qu'avec Antoine Pinay, ministre des Affaires étrangères. C'est le cas de Pierre Lazareff, patron de France-Soir, qui leur conseille d'envoyer 50 000 militaires pour conserver ce protectorat, une pression qui amène Edgar Faure à hésiter ; l'écrivain François Mauriac le compare, dans son Bloc-notes à un « myope qui s'empêtre dans ses combinaisons ».

### Années 1960: le début du déclin
La décolonisation lui fait perdre ses marchés protégés, l'apparition des fibres synthétiques réduit ses marchés, comme la concurrence des produits du tiers monde : ses profits baissent et ses déboires financiers s'accélèrent. Mais plutôt que déléguer ses pouvoirs, Marcel Boussac continue de vouloir tout contrôler et maintenir un modèle industriel dépassé avec l'intégration verticale, le primat à la production et des stocks importants. Il refuse également d'implanter des usines à l'étranger pour conquérir de nouveaux marchés ou de moderniser ses usines, voire d'en fermer, car il refuse de licencier du personnel.
Dès 1962, le Crédit lyonnais demande que Marcel Boussac se porte caution personnelle sur les emprunts de son groupe. Il va les années suivantes de plus en plus piocher dans sa trésorerie personnelle pour combler les trous de trésorerie. 

### Années 1970: fin du groupe Boussac et maladie
En 1974, à la suite d'une nouvelle crise de trésorerie, les banques et Michel d'Ornano, alors ministre de l'Industrie du nouveau président Giscard d'Estaing, imposent Claude-Alain Sarre, un jeune manager qui vient du groupe Prouvost, comme directeur général du groupe Boussac. Marcel Boussac, qui craint un découpage de son groupe, l'écarte rapidement au profit de son neveu Jean-Claude Boussac, dont le plan de redressement échoue. Les pertes s'accroissent : 50 millions en 1976, 100 en 1977 et 160 annoncés pour 1978. Avec les législatives qui s'annoncent et un chômage déjà important, le sujet devient politique avec 11 500 emplois menacés. Le gouvernement Barre pousse les banques à renégocier leurs prêts et accorde des délais pour le paiement des cotisations sociales. 
Mais après les élections, le 30 mai 1978, le groupe dépose le bilan. Affaibli par un cancer de l'estomac, Marcel Boussac voit son groupe racheté quelques jours plus tard par « ses ennemis », les frères Willot, qui seront eux aussi obligés de le revendre en 1984 à Bernard Arnault, qui le démantèlera.

### Mort
Marcel Boussac meurt ruiné le 21 mars 1980, à 90 ans, alors qu'il avait été l'homme le plus riche d'Europe. Ses obsèques sont célébrées à l'église Saint-Pierre de Neuilly-sur-Seine le 25 mars.
Depuis 1980, le critérium des Pouliches est rebaptisé Prix Marcel Boussac.